# Trevor Baylis

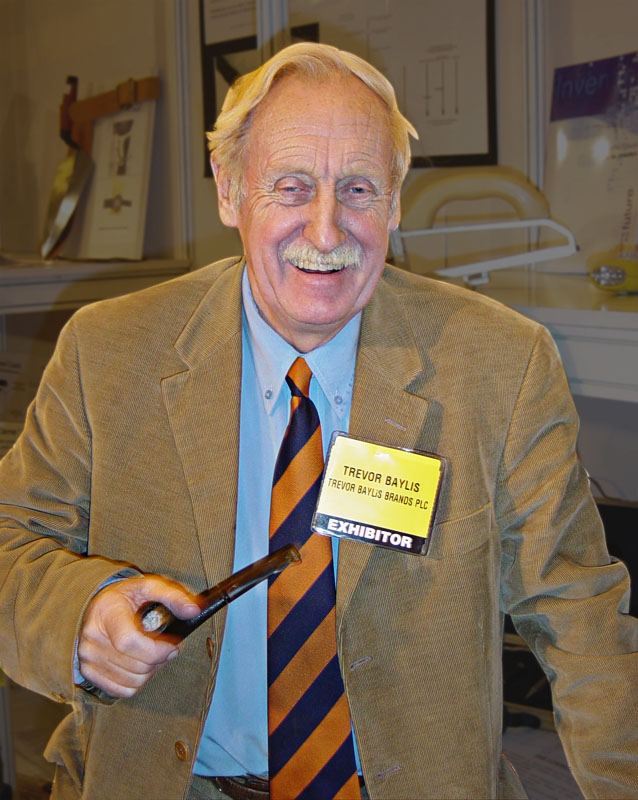
Trevor Baylis (januari 2006)

Trevor Graham Baylis (Kilburn (Londen), 13 mei 1937 – Twickenham (Richmond upon Thames), 5 maart 2018) was een Engels uitvinder, stuntman en zwemkampioen. Hij was bekend als uitvinder van de opwindradio – een transistorradio die na 20 seconden handmatig opwinden 30 minuten bij normaal volume kan spelen.

## Leven en werk
Baylis groeide op in Southall in Middlesex, waar hij de North Primary School bezocht. In Londen studeerde hij in de jaren 50 werktuigbouwkunde en bouwkunde. Na zijn diensttijd ging hij werken voor Purley Pools, een fabrikant van losse zwembaden, in de verkoop en daarna in de onderzoeksafdeling. Later had hij een carrière als professioneel zwemmer en als stuntman.
In 1989 werd Baylis opgeschrikt door een BBC-documentaire over de verspreiding van aids door Afrika. Hierin vertelden dokters dat "safe sex"-voorlichting niet doorkwam in grote delen van Afrika door het ontbreken van communicatiemiddelen. Baylis ging in zijn werkplaats bij zijn huis op Eel Pie Island in Twickenham aan het werk om een eerste prototype te maken van zijn uitvinding, de opwindradio. Dit bevatte een transistorradio, een elektromotor uit een speelgoedauto en een opwindmechanisme van een speeldoos. Hij vroeg octrooi aan, maar toen hij het apparaat in productie wilde nemen werd hij afgewezen door alle investeerders die hij benaderde. Dit veranderde compleet toen zijn opwindradio werd getoond in het BBC-televisieprogramma Tomorrow's World. Overspoeld met hulp wist hij met twee partners in Zuid-Afrika het bedrijf BayGen Power Manufacturing op te zetten, waar gehandicapten zijn opwindradio gingen produceren onder de naam Freeplay.
Voor zijn uitvinding kreeg Baylis diverse onderscheidingen en eredoctoraten van Engelse universiteiten. In oktober 1997 werd hij benoemd tot Lid in de Orde van het Britse Rijk. In zijn laatste jaren leidde hij het bedrijf Trevor Baylis Brands plc, dat uitvinders helpt bij de ontwikkeling en bescherming van hun ideeën, om deze vervolgens op de markt te krijgen.
- Gemeinsame Normdatei: 173396836
- International Standard Name Identifier: 0000 0000 5663 0512
- Library of Congress Control Number: nb99105945
- Nationale Bibliotheek van Tsjechië: jo2015857918
- Nederlandse Thesaurus van Auteursnamen: 40125559X
- Virtual International Authority File: 45185941
- WorldCat: E39PBJpTYb99Ryc9tPKh6Q3G73